# Función diferenciable

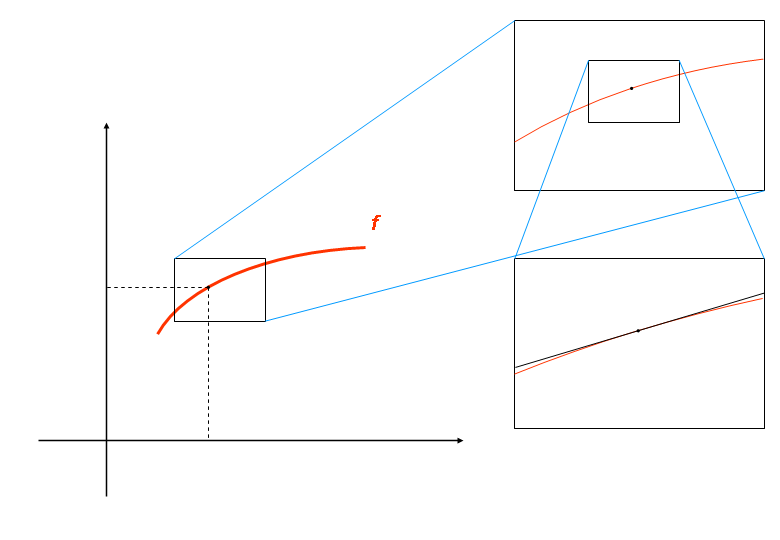
La diferenciabilidad es un concepto fundamental en el cálculo infinitesimal y la matemática en general.Se refiere a la propiedad de una función de poder ser derivada en un punto específico.

El concepto de función diferenciable es una generalización para el cálculo en varias variables del concepto más simple de función derivable. En esencia una función diferenciable admite derivadas en cualquier dirección y puede aproximarse al menos hasta primer orden por una aplicación afín.
La formulación rigurosa de esta idea intuitiva sin embargo es algo más complicada y requiere de conocimientos de álgebra lineal. Debe notarse que aunque una función de varias variables admita derivadas parciales según cada una de sus variables no necesariamente eso implica que sea una función diferenciable.

## Definición
Una función de múltiples variables {\displaystyle f:\Omega \subset \mathbb {R} ^{n}\to \mathbb {R} ^{m}} se dirá diferenciable  en {\displaystyle x_{0}\in \mathbb {R} ^{n}} si, siendo {\displaystyle \Omega } un conjunto abierto en {\displaystyle \mathbb {R} ^{n}}, existe una transformación lineal {\displaystyle T\,} que cumpla:

{\displaystyle f(x_{0}+h)=f(x_{0})+T(h)+\theta (h)\;}

Donde {\displaystyle \theta (h)} cumple que:

{\displaystyle \lim _{h\to 0}{\frac {\lVert \theta (h)\rVert }{\lVert h\rVert }}=0}

Es decir, {\displaystyle \theta (h)} es de orden más pequeño que {\displaystyle h\,} cuando {\displaystyle h\,} tiende a 0. Necesariamente la transformación lineal {\displaystyle T\;}es la única cosa que se ve más claramente si adoptamos como definición de función derivable aquella para la cual se cumple que exista una aplicación lineal tal que:

{\displaystyle \lim _{h\to 0}{\frac {\|f(x_{0}+h)-f(x_{0})-T(h)\|}{\|h\|}}=0}

## Visualización geométrica
De manera informal, si pensamos en la gráfica de una función de dos variables f(x,y) como una "sábana", diremos que f es diferenciable si la "sábana" no tiene puntos donde está "quebrada". Sin embargo esta ilustración sirve para una función diferenciable en su dominio. La función puede ser diferenciable en un punto (a,b) y no asemejarse en nada a una sábana en ese punto.

## Funciones reales de una variable
Una función real de una variable que admite derivada en todos sus puntos y tal que dicha derivada sea continua es trivialmente una función diferenciable. Por esa razón para funciones reales de una variable el concepto de función derivable y función diferenciable son básicamente equivalentes.
Sin embargo, para funciones de más de una variable la situación es más complicada. Ya que la existencia de derivadas no comporta que una función sea automáticamente diferenciable.

## Ejemplos para funciones de dos variables

### De función diferenciable
f es diferenciable en {\displaystyle \mathbb {R^{2}} } por ser una función con derivadas parciales continuas en {\displaystyle \mathbb {R^{2}} } (condición suficiente para la diferenciabilidad).

{\displaystyle f(x,y)=e^{x+y}\;}

### De función continua pero no diferenciable
La función g(x,y) es continua en (0,0) y admite derivadas direccionales en (0,0) para toda dirección. Sin embargo, no es diferenciable en (0,0):

{\displaystyle g(x,y)=\left\{{\begin{array}{lcc}{\frac {x^{3}}{x^{2}+y^{2}}}&si&(x,y)\neq (0,0)\\\\0&si&(x,y)=(0,0)\\\end{array}}\right.}

### De función no continua y por lo tanto no diferenciable
La función {\displaystyle h(x,y)\;}no es diferenciable en (0,0) puesto que no es continua en ese punto:

{\displaystyle h(x,y)=\left\{{\begin{array}{lcc}{\frac {x^{3}}{x^{2}+y^{2}}}&si&(x,y)\neq (0,0)\\\\1&si&(x,y)=(0,0)\\\end{array}}\right.}

## Función diferenciable de varias variables
Una aplicación vectorial entre varias variables de la forma {\displaystyle f:\mathbb {R} ^{m}\to \mathbb {R} ^{n}} se dice diferenciable en un punto {\displaystyle x_{0}} si puede encontrarse una matriz {\displaystyle \mathbf {M} }, llamada matriz jacobiana, que representa una aplicación lineal {\displaystyle L_{f}:\mathbb {R} ^{m}\to \mathbb {R} ^{n}} tal que:

{\displaystyle \lim _{\varepsilon \to 0}{\frac {\|f(x_{0}+\varepsilon \mathbf {h} )-f(x_{0})-\mathbf {M} \mathbf {h} \|}{\varepsilon }}=0}

O de forma equivalente:

{\displaystyle \lim _{x\to x_{0}}{\frac {\|f(x)-f(x_{0})-(x-x_{0})\mathbf {M} \|}{\|x-x_{0}\|}}=0}

  donde {\displaystyle x_{0}} es un punto de {\displaystyle \mathbb {R} ^{n}},es decir {\displaystyle (x-x_{0})=(x_{1}-x_{01},x_{2}-x_{02},...,x_{m}-x_{0m})} y {\displaystyle \mathbf {M} }, la transformación lineal, que viene dada por la matriz jacobiana de {\displaystyle f} en el punto {\displaystyle x_{0}\in \mathbb {R} ^{m}}

En esas condiciones se puede ver la función {\displaystyle \mathbf {f} (x_{1},\dots ,x_{m})=(f_{1}(x_{1},\dots ,x_{m}),\dots ,f_{n}(x_{1},\dots ,x_{m}))} admite derivadas parciales de todas las variables y además resulta:

{\displaystyle \mathbf {M} ={\begin{pmatrix}{\cfrac {\partial f_{1}}{\partial x_{1}}}&\dots &{\cfrac {\partial f_{1}}{\partial x_{m}}}\\\vdots &\ddots &\vdots \\{\cfrac {\partial f_{n}}{\partial x_{1}}}&\dots &{\cfrac {\partial f_{n}}{\partial x_{m}}}\end{pmatrix}}}